# 第二总军 (日本)
第二總軍（日语：／ Dai-ni Sōgun）是大日本帝國陸軍於第二次世界大战末期編成的一个集團軍，负责在太平洋战争末期防守本州，九州和四國。

## 历史
1945年4月8日，国防总司令部拆分为第一、第二总军。第二总军是一个民兵和驻军的混合部队，负责民防，防空和在盟军的入侵日本本土的没落行动（或Operation Ketsugō（Ketsugō sakusen）中组织游击战。虽然它的管区包括整个日本西部，但它的主要任务是确保九州南部的安全，因为这被认为是盟军最有可能登陆的目标。它的部队主要由训练不足的预备役人员、应征学生和自卫队民兵组成。
冲绳沦陷后，第二总军司令部迁往广岛。当原子弹投在广岛时，第二总军的大部分军事单位、后勤武器和指挥人员都被炸死。加上第五师团、第五十九军和该市其他战斗师也都受到毁灭性打击，估计有20,000名日军士兵丧生。 
幸存者在广岛郊区的宇品空军基地重新集结，在宣布戒严后，他们在那里维持广岛的社会秩序。

## 指挥官

### 司令
|   | 姓名       | 从           | 至             |
| - | ---------- | ------------ | -------------- |
| 1 | 畑俊六元帅 | 1945年4月5日 | 1945年10月15日 |

### 参谋长
|   | 姓名           | 从            | 至             |
| - | -------------- | ------------- | -------------- |
| 1 | 若松只一中将   | 1945年4月6日  | 1945年7月18日  |
| 2 | 冈崎清三郎中将 | 1945年7月18日 | 1945年10月15日 |

### 图书
- Brooks, Lester. . New York: McGraw-Hill Book Company. 1968.
- Drea, Edward J. . University of Nebraska Press. 1998. ISBN 0-8032-1708-0.
- Frank, Richard B. . New York: Random House. 1999. ISBN 0-679-41424-X.
- Jowett, Bernard. . Osprey Publishing. 1999. ISBN 1-84176-354-3.
- Madej, Victor. . Game Publishing Company. 1981. ASIN: B000L4CYWW.
- Marston, Daniel. . Osprey Publishing. 2005. ISBN 1-84176-882-0.
- Skates, John Ray. . New York: University of South Carolina Press. 1994. ISBN 0-87249-972-3.